# Château de Tillières-sur-Avre
Le château de Tillières-sur-Avre est un ancien château fort du XIe siècle, remanié à plusieurs reprises, notamment au XVIe siècle, qui se dresse sur le territoire de la commune française de Tillières-sur-Avre, dans le sud du département de l'Eure, en région Normandie.
Le château est inscrit au titre des monuments historiques et constitue un site naturel classé depuis le 30 juin 1942.

## Localisation
Le château est situé au bord de l'Avre, à 200 mètres au sud-est de l'église Saint-Hilaire de Tillières-sur-Avre dans le sud du département de l'Eure, à la frontière avec celui d'Eure-et-Loir. Il s’élève à proximité du bourg, à mi-chemin entre Verneuil-sur-Avre et Nonancourt. Le château se dresse sur un des coteaux de la vallée de l'Avre offrant ainsi de nombreuses perspectives sur la commune en contrebas et les paysages environnants.

## Historique
Le château de Tillières-sur-Avre est fondé vers 1013 par le duc Richard II de Normandie contre Eudes de Chartres. Élevé sur un éperon rocheux dominant la vallée de l'Avre, entre Saint-Christophe-sur-Avre et Nonancourt, il fait alors partie de la ligne de défense sud du duché de Normandie, laquelle a pour but de contrer toute offensive du royaume de France et, plus particulièrement, du comté de Chartres.
Richard II confie la forteresse à Néel Ier de Saint-Sauveur et à Raoul de Tosny,, lesquels font très rapidement face à une offensive d'Eudes II de Blois, alors comte de Chartres et de Blois. La bataille qui s'ensuit voit la victoire des Normands. Néel, à la demande du duc qui revendiquait la succession du comté de Chartres pour sa sœur Mathilde, épouse du comte, avait envahi les domaines d'Eudes, et s'était enfermé dans le château de Tillières, dont il avait la garde, et où il résista victorieusement aux assauts des comtes du Mans, de Chartres et de Meulan.
Plus tard, dans les années 1030, c'est à Gilbert Crespin que Richard II donne le château de Tillières.
Vers 1040, Henri Ier, roi des Francs, s'empare du château et le détruit. Il exige de Guillaume le Bâtard, alors jeune duc de Normandie, de ne pas reconstruire l'édifice avant quatre ans. Henri Ier décide finalement, dès l'année suivante de réédifier la forteresse à son propre compte,.
En 1057, le château est récupéré par Guillaume et revient à nouveau à Gilbert Crespin. Il fait l'objet de plusieurs sièges au cours du XIIe siècle (notamment Guillaume de Chaumont en 1119 et Louis VII en 1152), mais demeure du côté normand jusqu'en 1203, année durant laquelle il est rattaché à la France par Philippe-Auguste.
En 1169, Henri II Plantagenêt fortifie la frontière sud de la Normandie. Sur les bords de l'Avre, il bâtit des forts à Verneuil, Courteilles, Tillières et Nonancourt.
Le château est pris par les Anglais en 1417 et subit d'importants dégâts lors de leur départ en 1447. En 1492, il est ravagé par un incendie,.
Au XVe siècle, Jean VIII Le Veneur, chevalier, seigneur du Homme, épouse Jeanne, dite Agnès le Baveux, sœur de Jean, alors baron de Tillières. La mort de celui-ci fait de Jeanne la dame de Tillières et porte ainsi la baronnie de Tillières dans la famille Le Veneur. C'est ainsi que le nom de Tillières est joint à celui de Le Veneur,.
En 1540, cette famille construit un important château de style Renaissance en pierres blanches, peut-être d'après les plans de Philibert Delorme et Jean Goujon. Cet édifice est en grande partie détruit après la Révolution.
En 1835, il est remplacé dans sa partie sud par une grande maison à deux étages de style néo-palladien, avec un parc réaménagé à l’italienne.

## Description

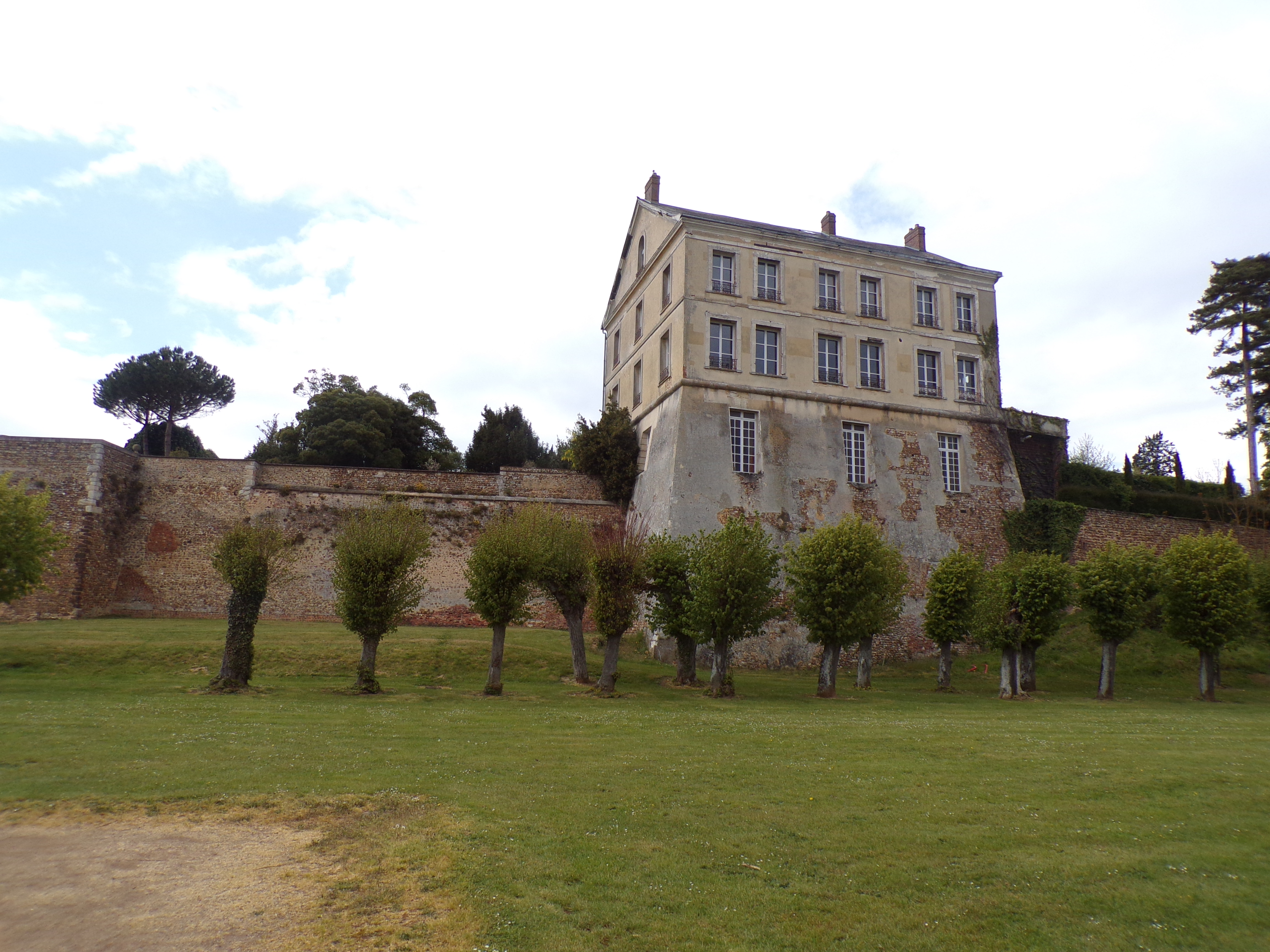
Le logis vu depuis le grand parterre.

Au nord, il subsiste de nombreuses courtines et une tour circulaire du XIIe siècle.
Au sud, demeurent encore d'importants vestiges des fortifications médiévales : un grand ensemble de terrasses, remparts et bastions du XVIe siècle ainsi que l’ancien étage de soubassement du grand logis. De plus, le grand logis d’habitation du XIXe siècle, reconstruit sur les bases du XVIe siècle, est toujours visible.
Enfin, le grand parterre était autrefois la place d'armes du château féodal.

## Protection
L'ensemble des éléments défensifs, courtines, tour, fossés et fortifications bastionnées avec leurs terrasses en totalité ; l'ensemble des vestiges du château avec le sol des parcelles qui les contiennent ainsi que le grand logis en totalité sont inscrits au titre des monuments historiques par arrêté du 18 mars 2014.
Par ailleurs, le Grand parterre, avec ses 133 tilleuls, fait l'objet d'un classement au titre des sites naturels protégés depuis le 30 juin 1942, de même que le terrain en contrebas dudit parterre est inscrit au même titre.